# Mỡ (chất bôi trơn)
Mỡ là một chất bôi trơn nửa rắn. Mỡ thường bao gồm xà phòng được nhũ tương hóa với dầu khoáng hoặc dầu thực vật. Đặc điểm đặc trưng của dầu mỡ là chúng có độ nhớt ban đầu cao, khi sử dụng lực cắt, sẽ giảm tác dụng của ổ trục được bôi trơn bằng dầu có độ nhớt xấp xỉ như dầu gốc được sử dụng trong mỡ. Sự thay đổi độ nhớt này được gọi là cắt mỏng. Mỡ đôi khi được sử dụng để mô tả các vật liệu bôi trơn đơn giản là chất rắn mềm hoặc chất lỏng có độ nhớt cao, nhưng các vật liệu này không thể hiện tính chất làm loãng đặc trưng của mỡ cổ điển. Ví dụ, các loại jelly dầu mỏ như Vaseline thường không được phân loại là dầu mỡ.
Mỡ được áp dụng cho các cơ chế chỉ có thể được bôi trơn không thường xuyên và khi dầu bôi trơn không ở đúng vị trí. Chúng cũng hoạt động như chất bịt kín để ngăn chặn sự xâm nhập của nước và vật liệu không thể nén được. Vòng bi bôi trơn bằng mỡ có đặc tính ma sát lớn hơn do độ nhớt cao.

## Tính chất

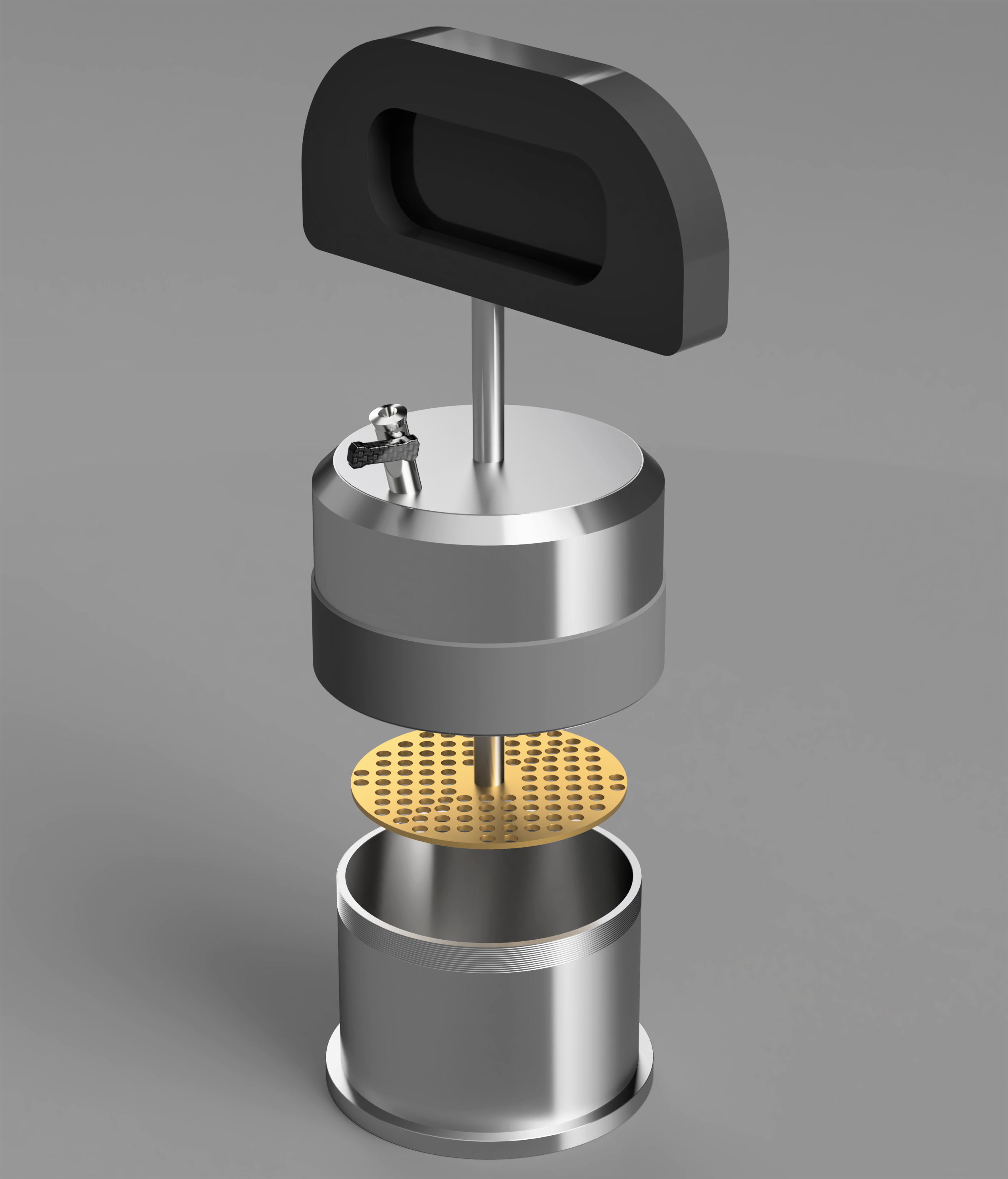
Grease Worker, mô hình 3D.

Một loại mỡ thực sự bao gồm một loại dầu và/hoặc chất bôi trơn chất lỏng khác được trộn với chất làm đặc, điển hình là xà phòng, để tạo thành một chất rắn hoặc semisolid. Mỡ là một loại chất lỏng làm loãng hoặc giả nhựa, có nghĩa là độ nhớt của chất lỏng bị giảm khi cắt. Sau khi đủ lực để cắt mỡ đã được bôi vào, độ nhớt giảm xuống và tiếp cận với chất bôi trơn cơ bản, chẳng hạn như dầu khoáng. Sự giảm lực đột ngột này có nghĩa là dầu mỡ được coi là chất lỏng dẻo và việc giảm lực cắt theo thời gian làm cho nó có tính lưu biến. Nó thường được bôi vào bằng súng mỡ, mà đẩy mỡ vào phần được bôi trơn bằng áp suất, buộc mỡ rắn chảy vào các khoảng trống trong máy.